# Maja Tatić
Maja Tatić (serbisch-kyrillisch Маја Татић; * 30. Oktober 1970 in Belgrad) ist eine serbische Popsängerin.

## Hintergrund
Mit 17 sang sie bereits in verschiedenen Pop- und Rockbands, in den 1990er Jahren lebte sie für einige Jahre auf den Kanarischen Inseln, wo sie weiterhin musikalisch aktiv war. Nach gewonnener Vorauswahl durfte sie beim Eurovision Song Contest 2002 für Bosnien und Herzegowina antreten. Mit dem Popsong Na jastuku zu dvoje erreichte sie Platz 13. 2005 war sie Co-Moderatorin der bosnisch-herzegowinischen Vorauswahl des Wettbewerbs.

## Diskografie
Alben
- 2004: Lagali su me
- 2008: Moja te je dusa poznala